# Perilla de Castro
Perilla de Castro – gmina w Hiszpanii, w prowincji Zamora, w Kastylii i León, o powierzchni 33,03 km². W 2011 roku gmina liczyła 189 mieszkańców.